# Château Radboud
Le Château de Radboud (aussi appelé Château de Medemblik) est un château situé sur le côté est du port de la ville de Medemblik, en Hollande-Septentrionale. Le château date de 1288.

## Histoire
Le château de Medemblik est l'un des nombreux châteaux de la province de Hollande-Septentrionale, qui ont été construits en partie pour Florent V de Hollande.Le château était une soi-disant forteresse parce que Floris voulait non seulement ériger un barrage contre les fréquentes infiltrations dans sa région par les Frisons, mais aussi des points d'appui à partir desquels il pourrait contrôler les Frisons de l'Ouest nouvellement maîtrisés. Le château de Medemblik est également connu sous le nom de château de Radboud, car il est dit qu'il a été construit sur les fondations du château du roi Radboud (ou Radbod) des Frisons, qui avait sa résidence royale à Medemblik, selon la Divisiekroniek (1517) de Cornelius Aurelius (nl).
À l'origine, le château avait globalement le même plan d'étage que le Muiderslot. Aujourd'hui, il reste deux ailes résidentielles, deux tours carrées et une tour d'angle ronde. Le reste a disparu au fil des siècles, seuls les contours sont encore visibles.
Pendant le deuxième siège de Medemblik en 1517, le château a été assiégé par les armées rebelles frisonnes de Pier Gerlofs Donia et Wijerd Jelckama.
Après 1578, les murs de la ville ont été élevés et le château a perdu sa fonction de défense et de refuge; il est alors tombé en ruine. Aucune famille noble n'a plus jamais vécu au château. Les restaurations ont été réalisées de 1890 à 1897, sous la direction de P.J.H.Cuypers. Le château de Radboud appartenait à l'État néerlandais de 1889 au 15 janvier 2016 et faisait alors partie de l'Agence des bâtiments gouvernementaux (ou Rijksbouwendienst. Le monument a été transféré à l'Organisation des monuments nationaux (en néerl. Nationale Monumentenorganisatie) le 15 janvier 2016.
Le 4 septembre 1939, le tableau de Rembrandt, La Ronde de nuit, est temporairement mis en sécurité dans ce lieu, avant d'être transféré dans un bunker dans les dunes près de Castricum en mai 1940.

## Galerie

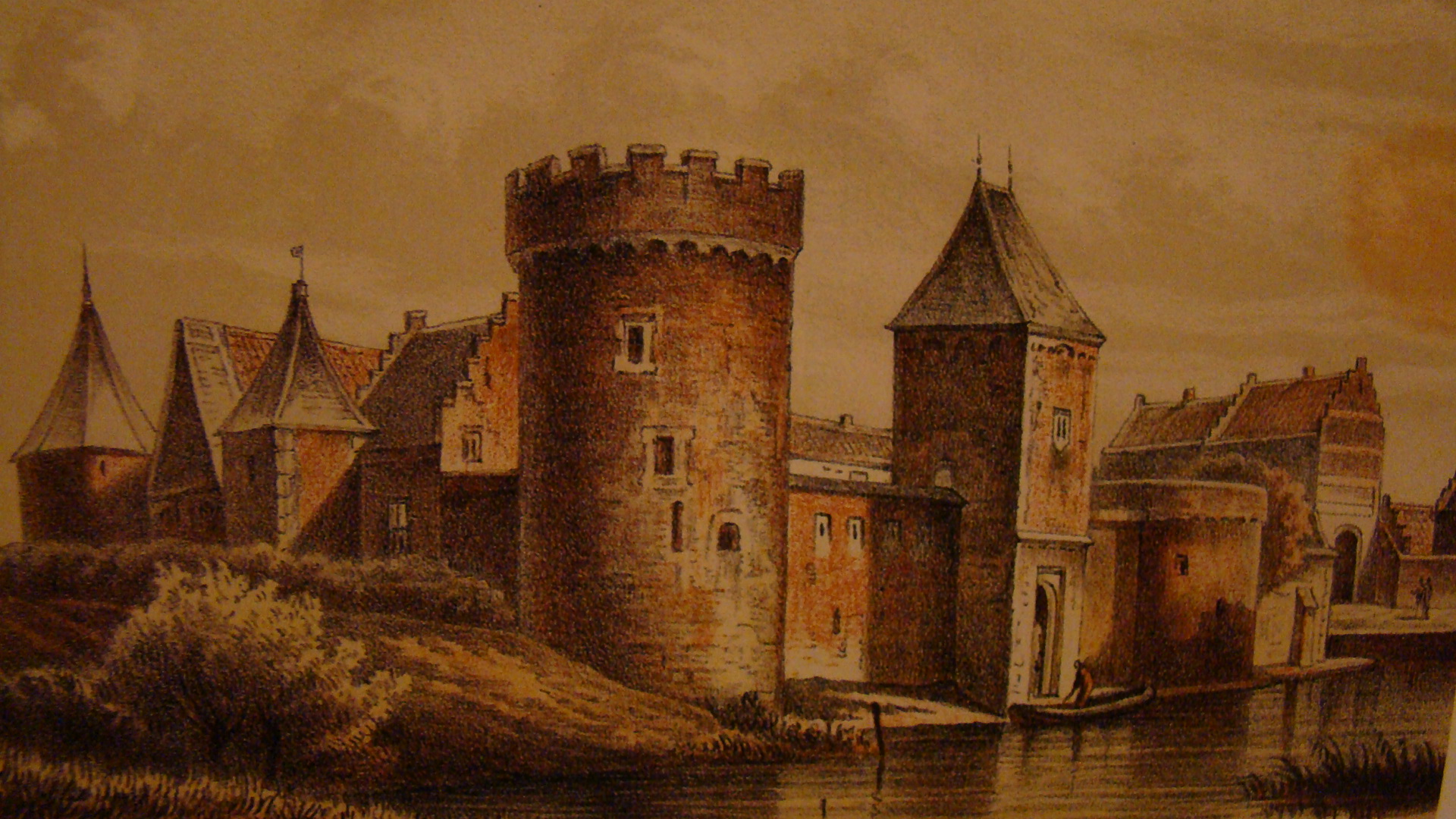
Le château de Medemblik sur une ancienne illustration de P.W.M.Trap.
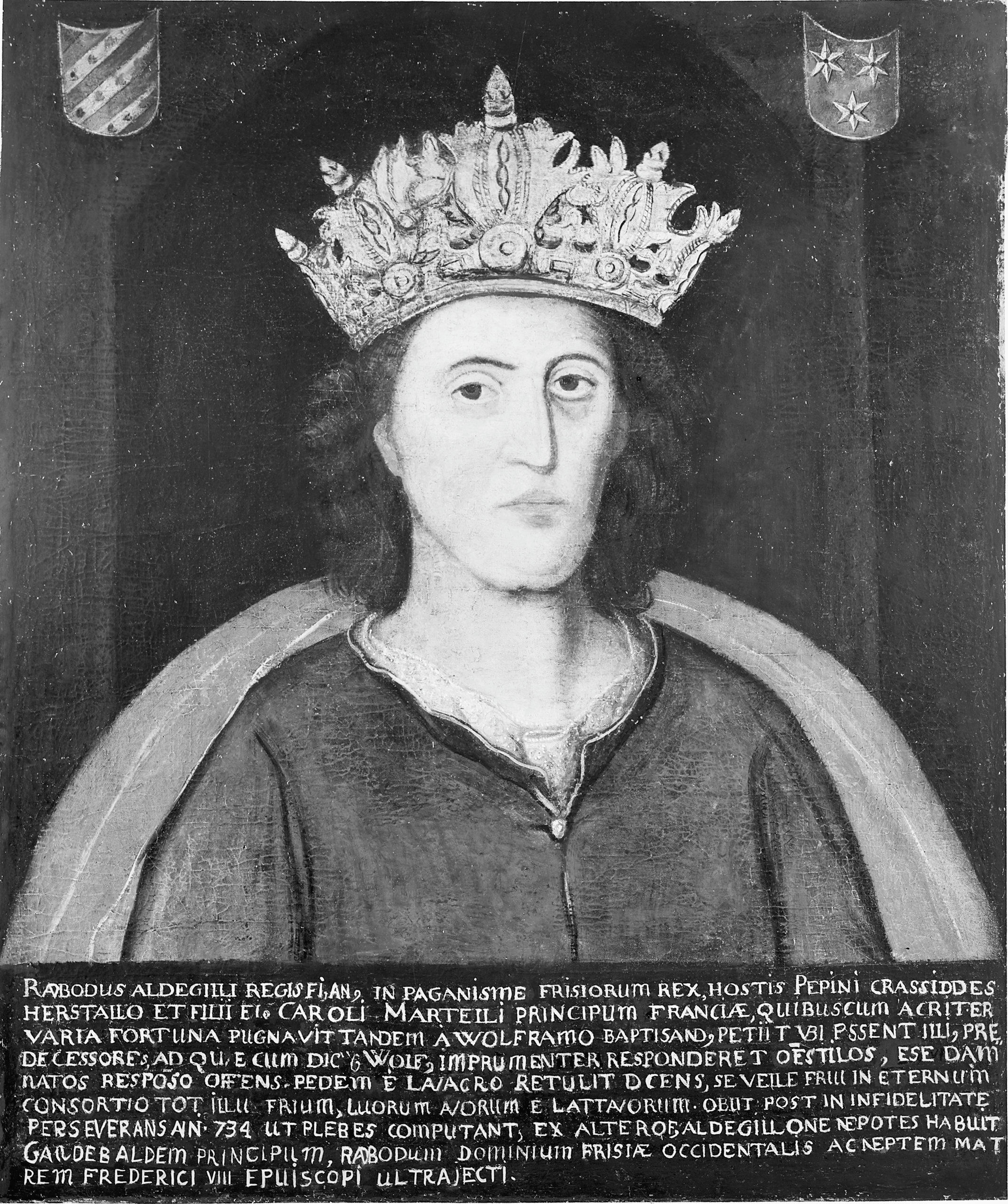
Portrait de Radbout après restauration. Les armes de la Frise sont reconnaissables en haut à gauche.
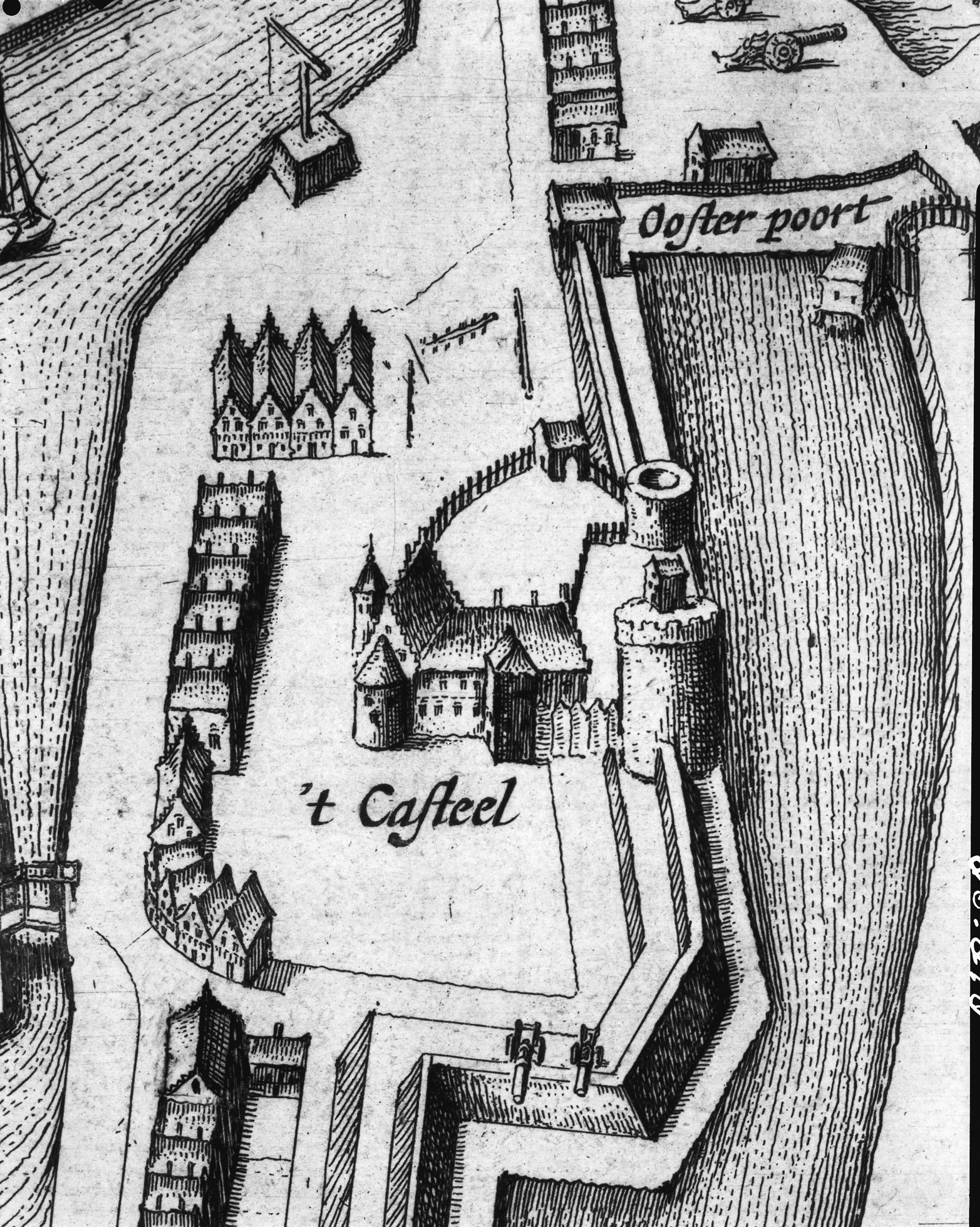
Partie du plan de Medmeblik avec vue sur le château par J. Blaeu.
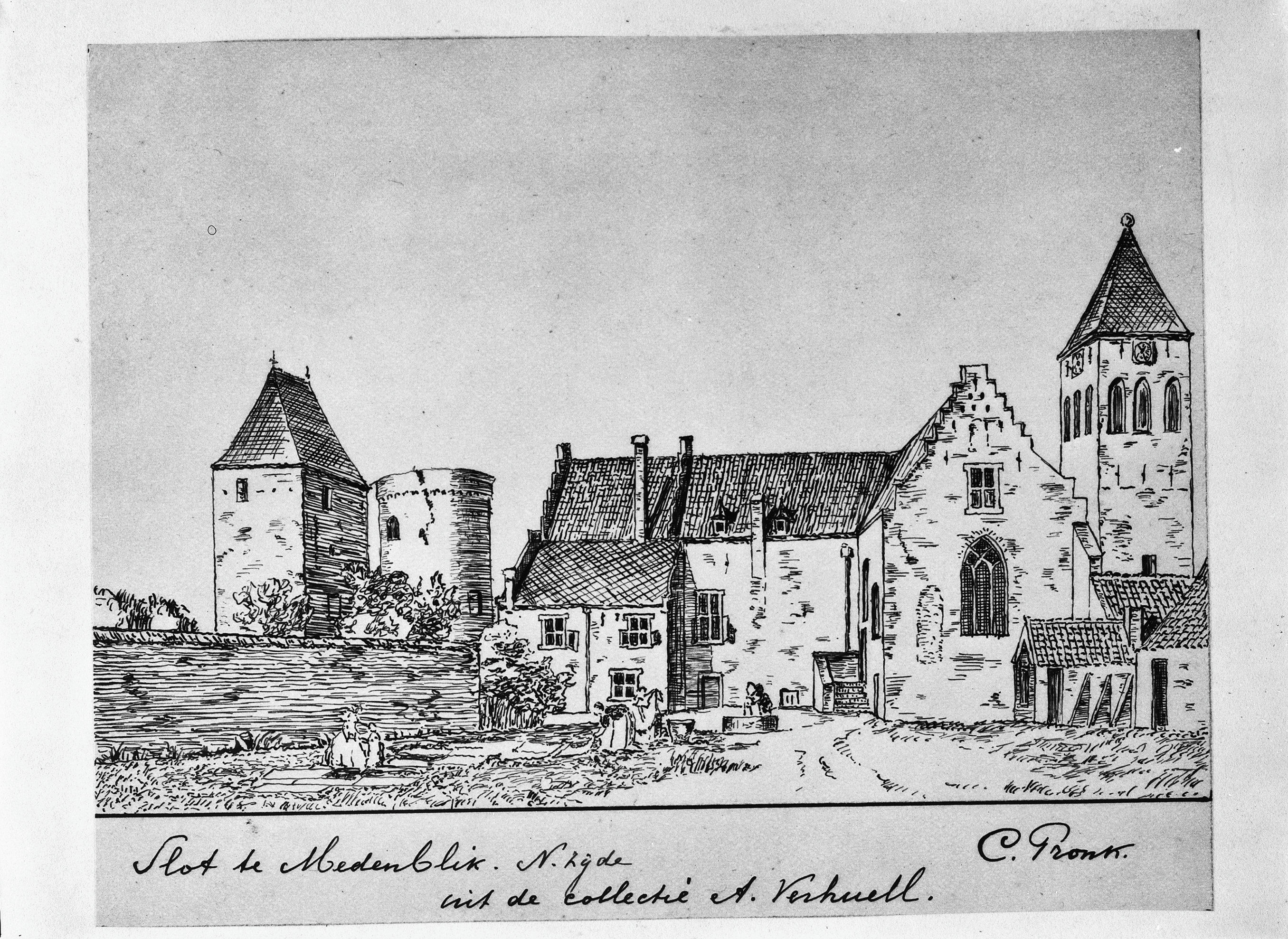
Copie de C. Pronk d'une représentation du château.
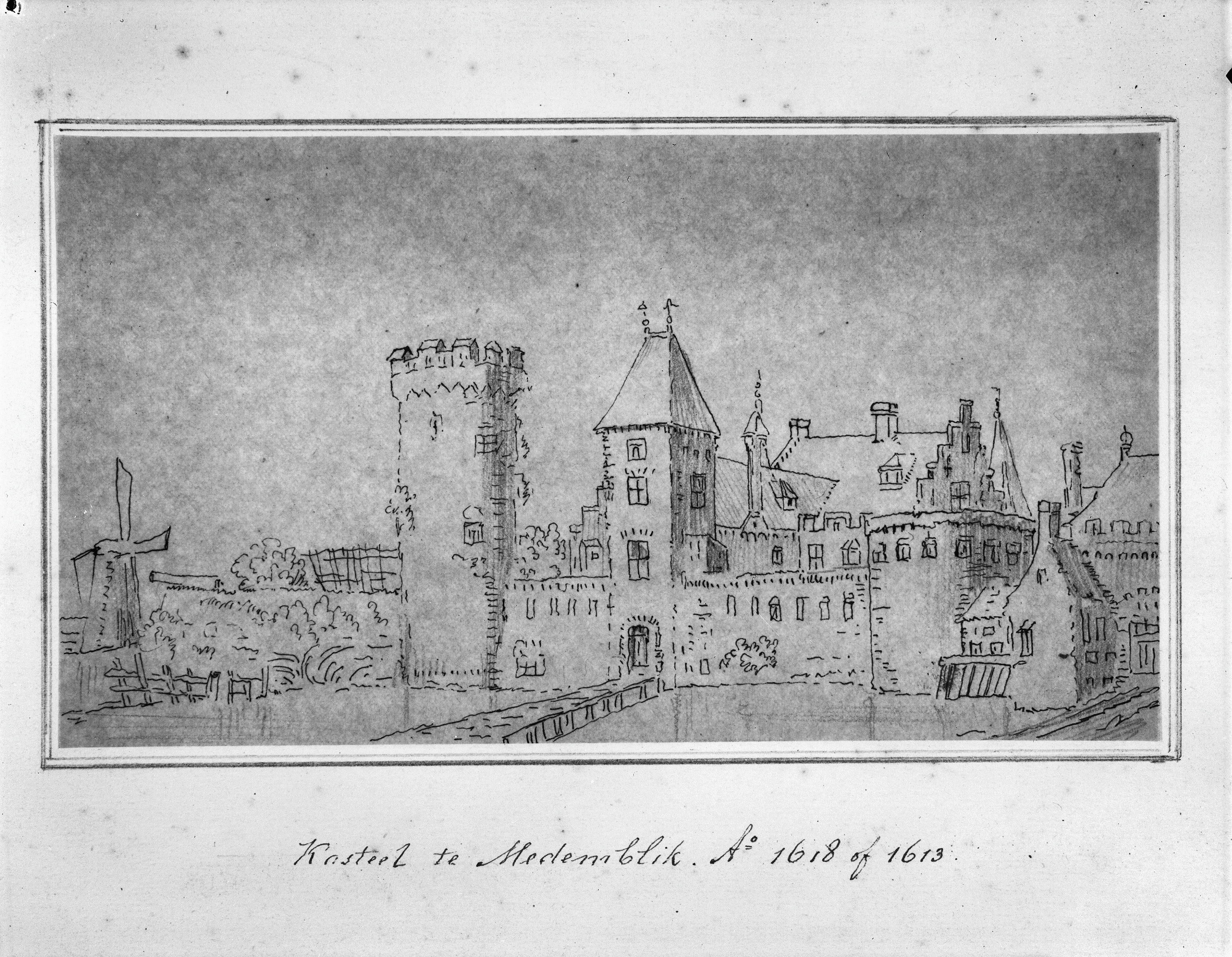
Le château vers 1618
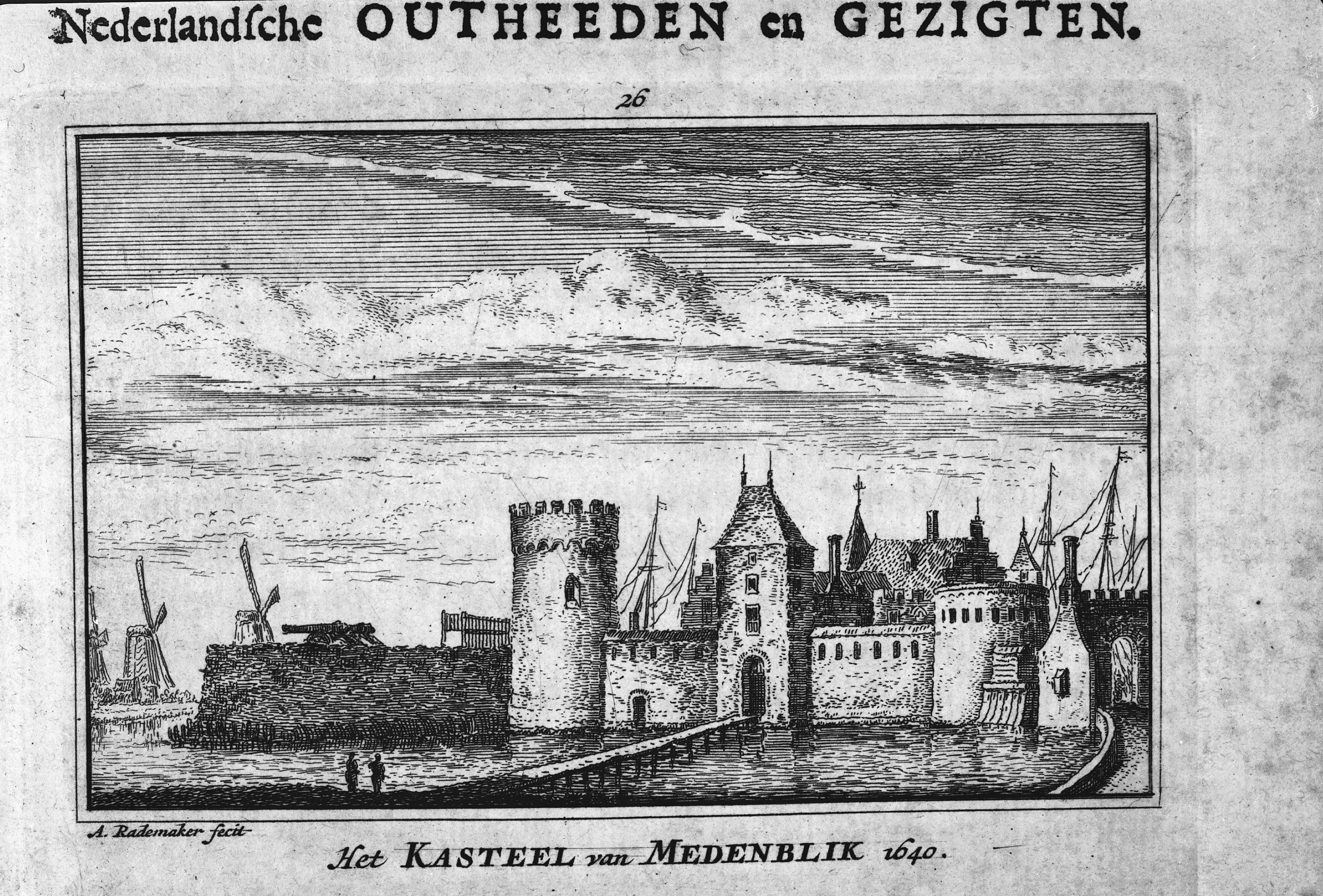
Gravure par A. Rademaker vers 1640
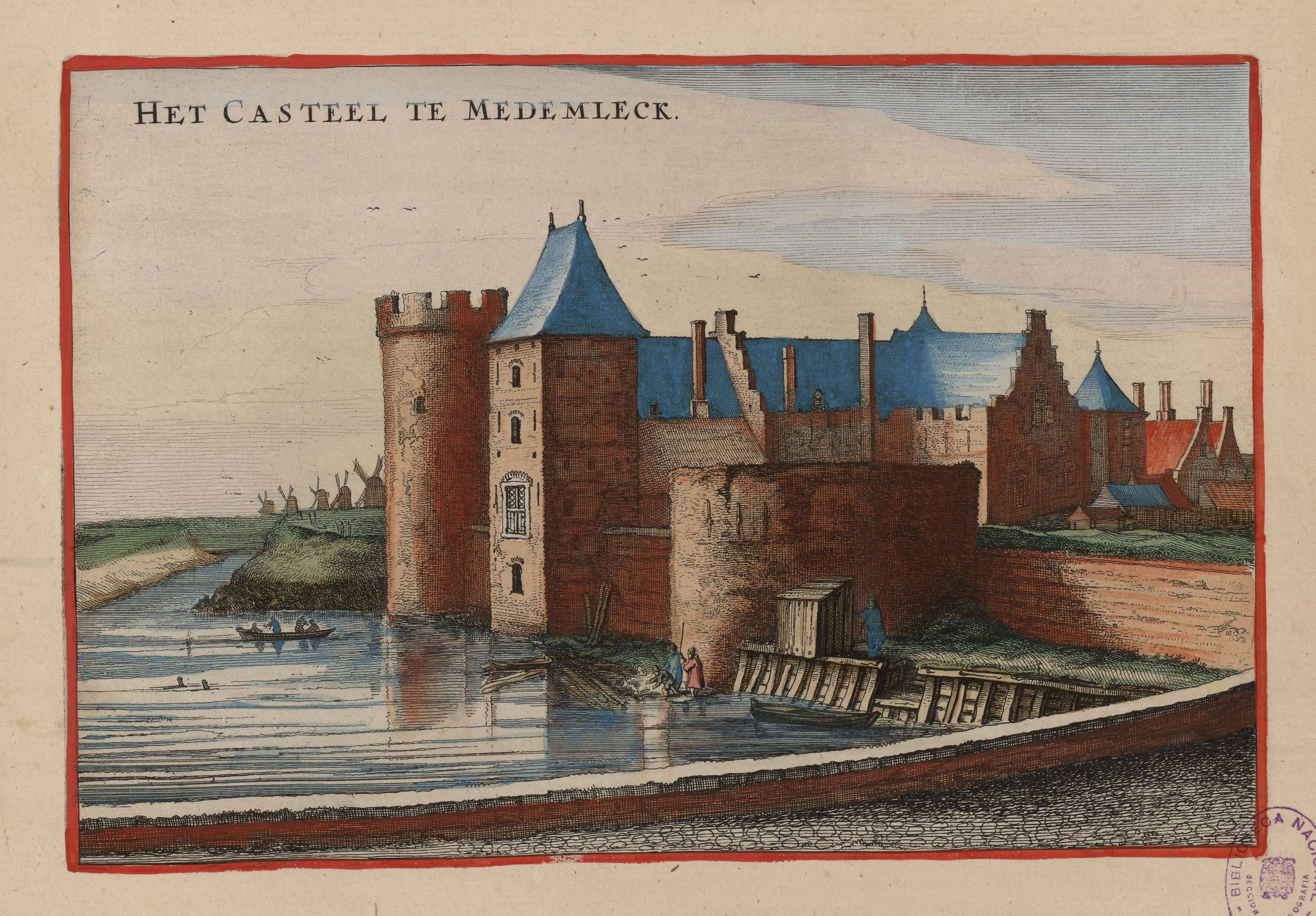
Le château vers 1649 par J. Blaeu
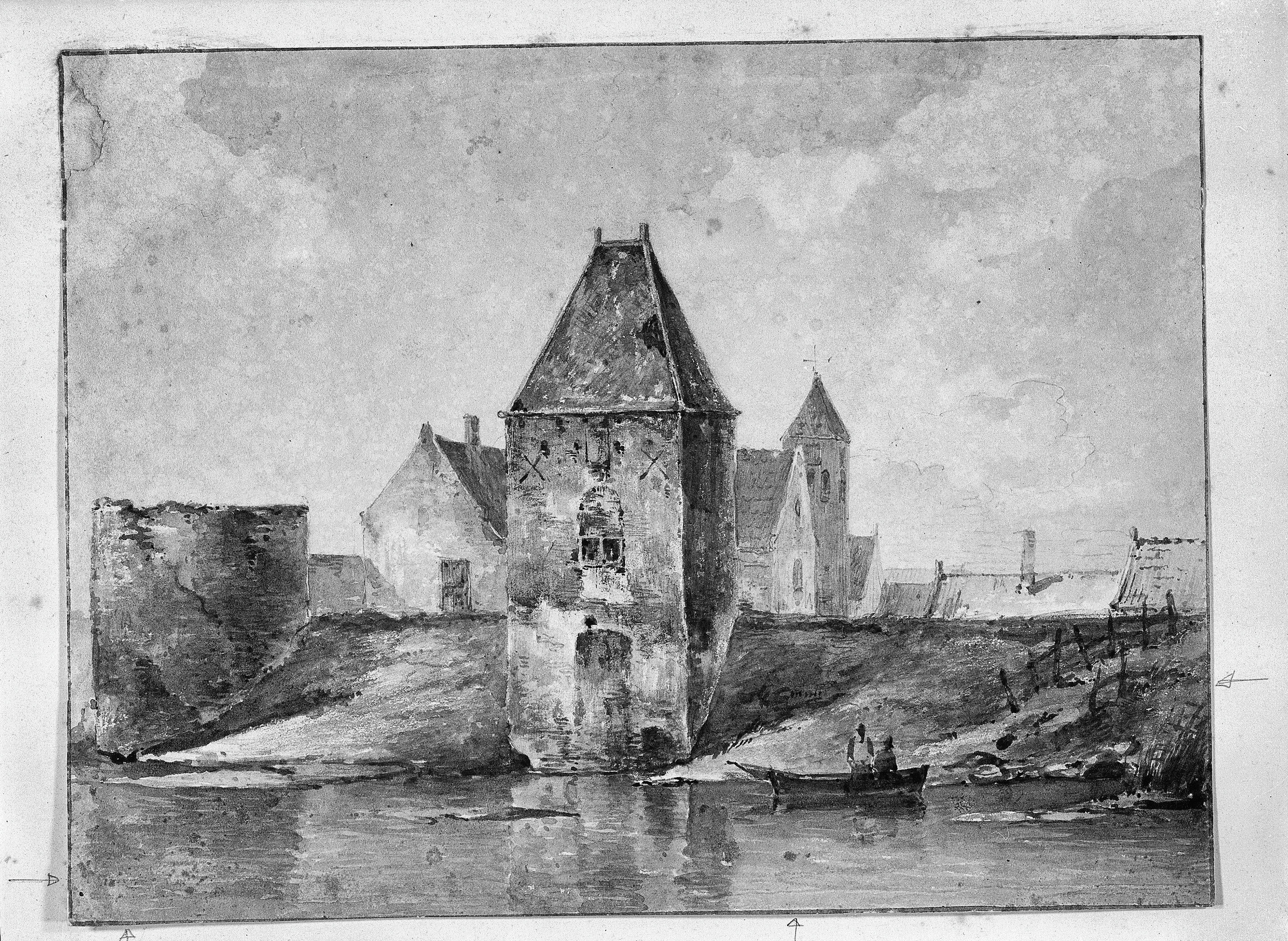
Autre vue du château.
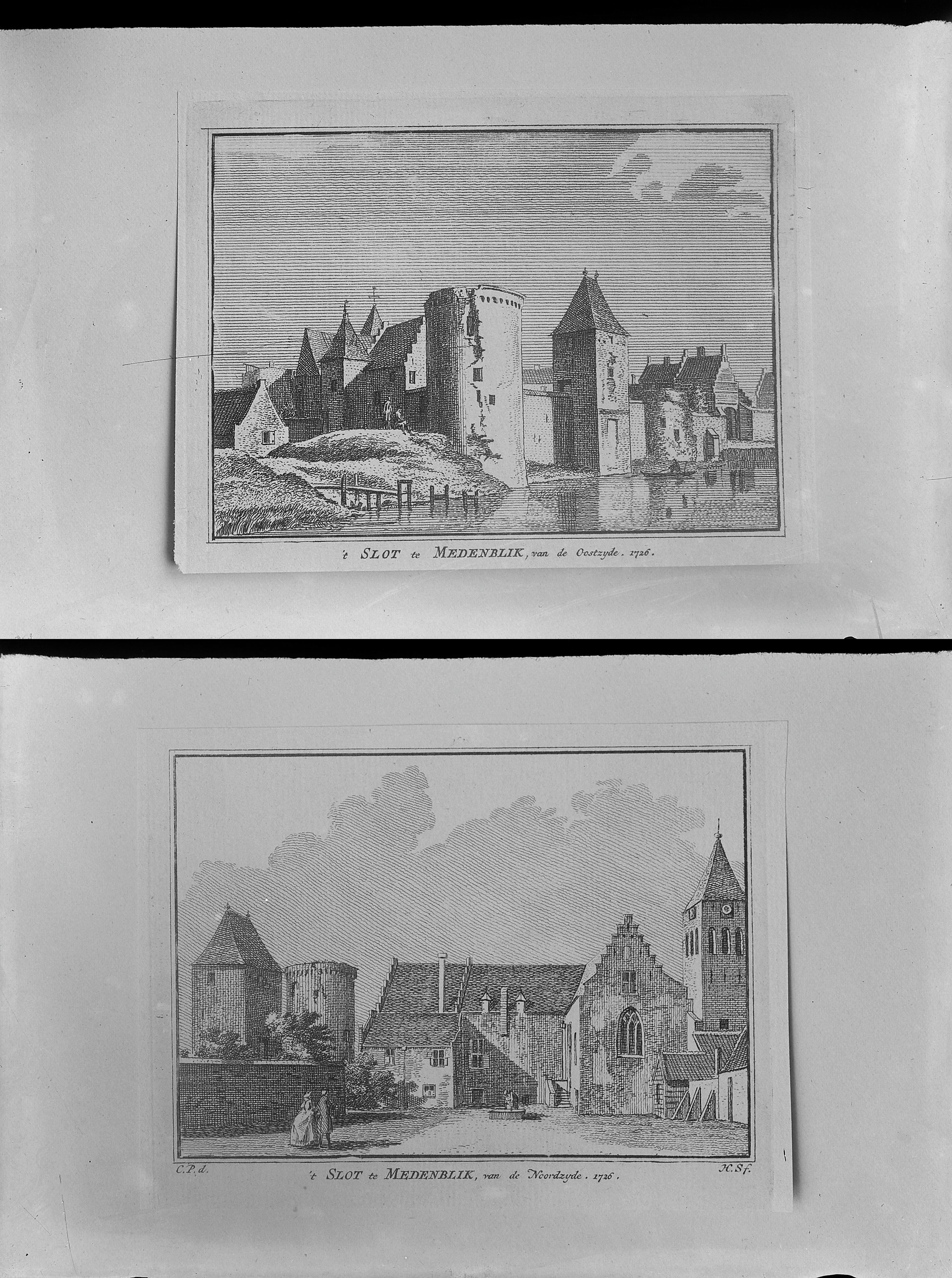
Deux gravure vers 1726.
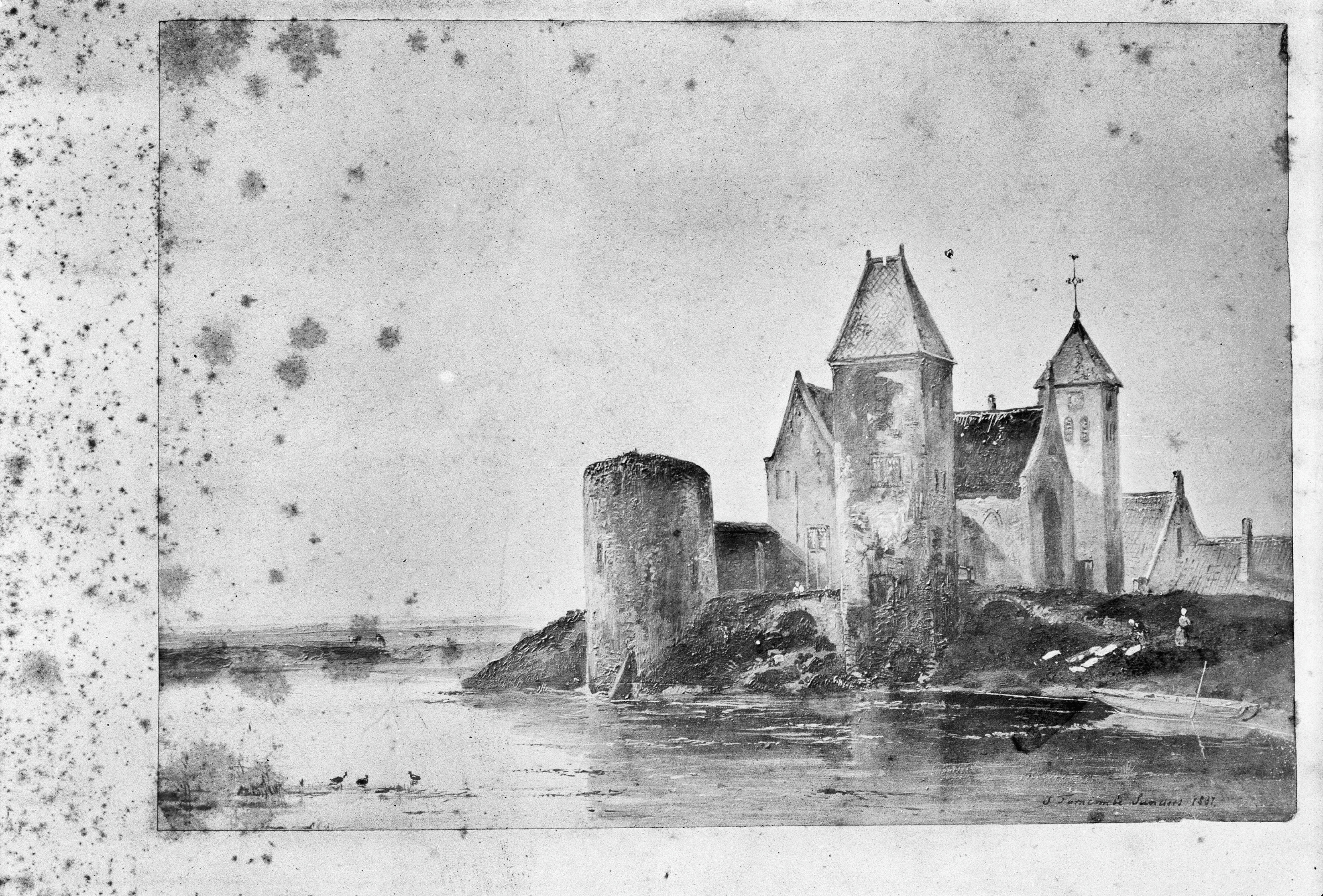
Le château vers 1831.
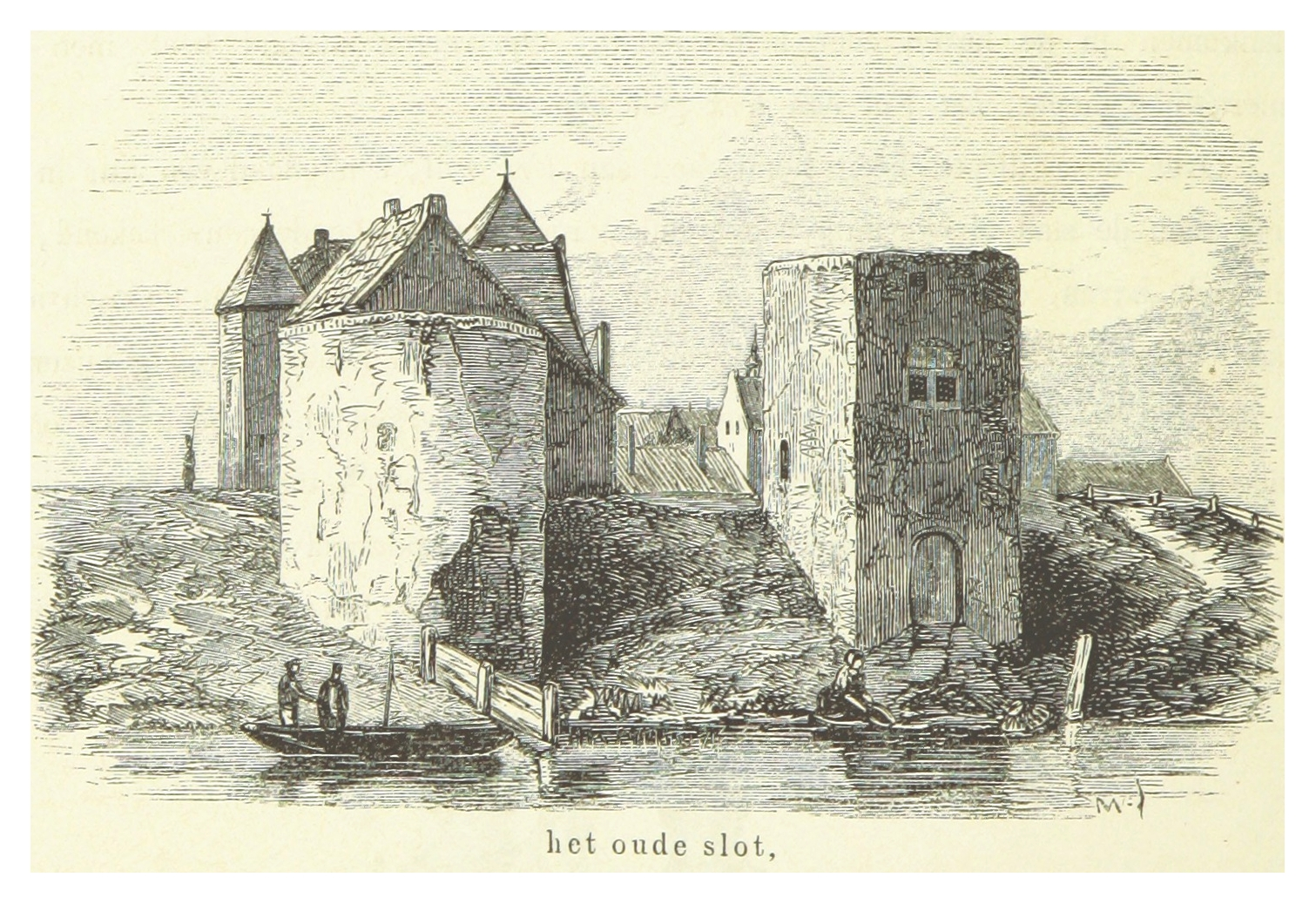
Une gravure du château vers 1855.
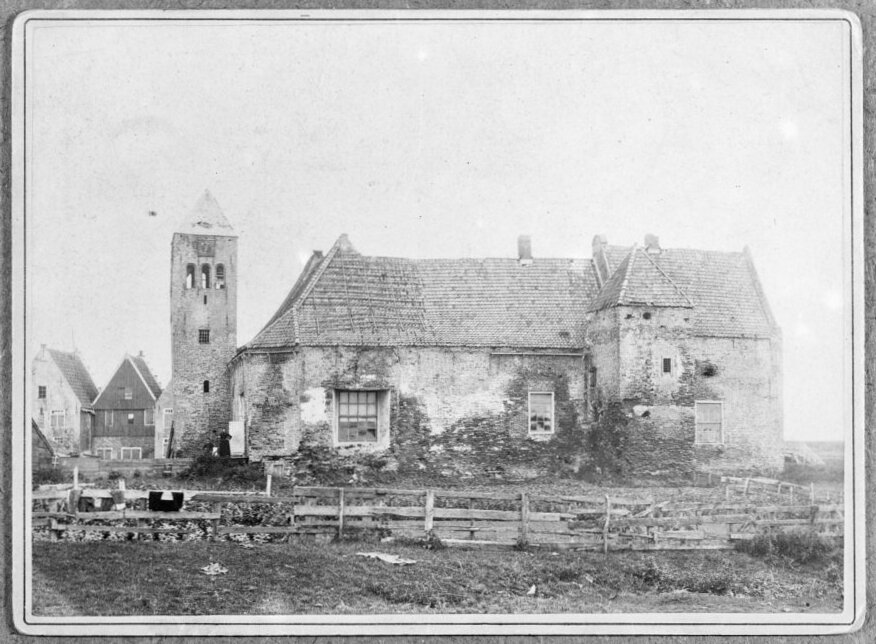
Photo du château vers 1890.
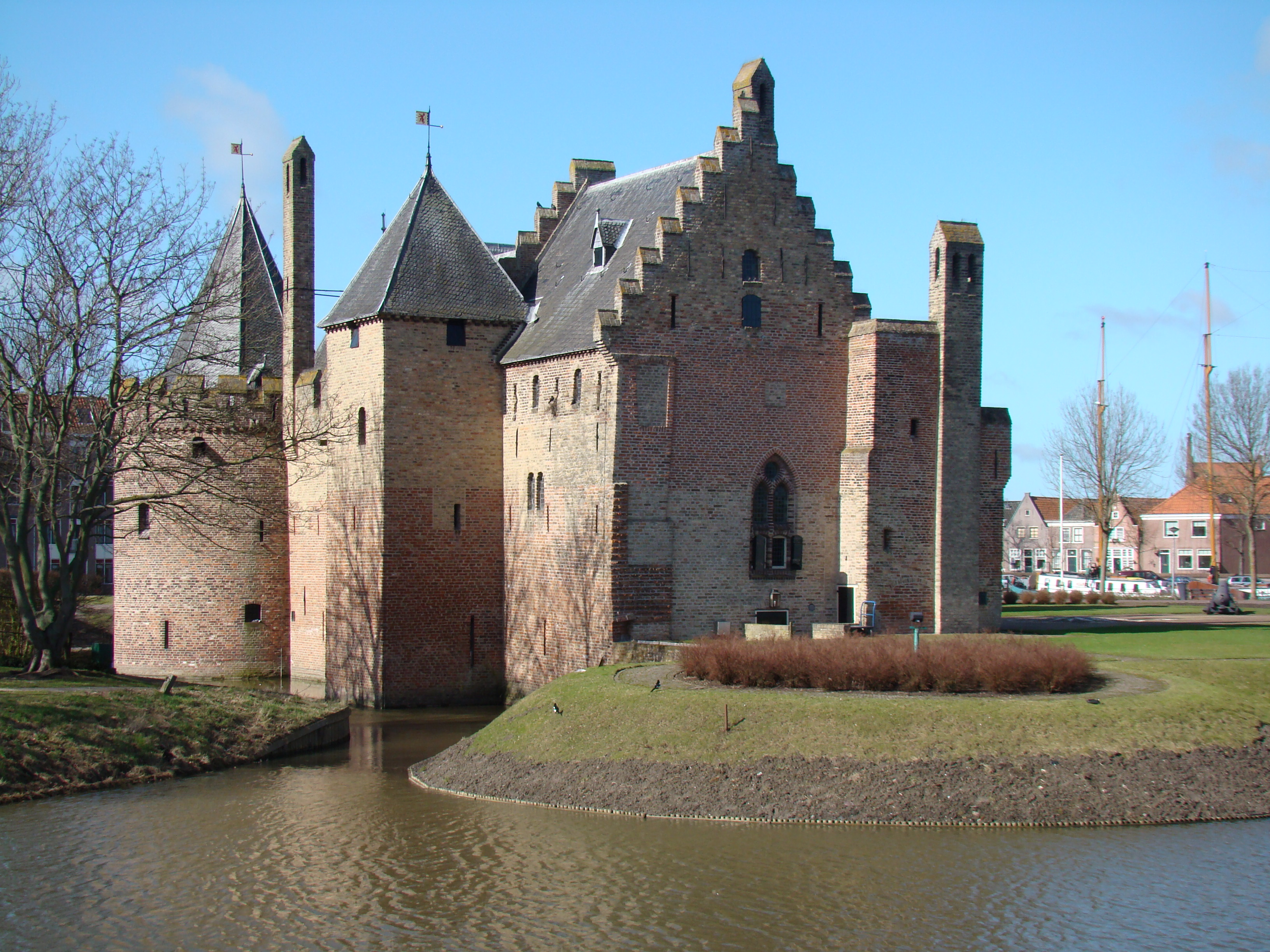
L'arrière du château avec au premier plan le contour d'une tour ronde qui s'y dressait.
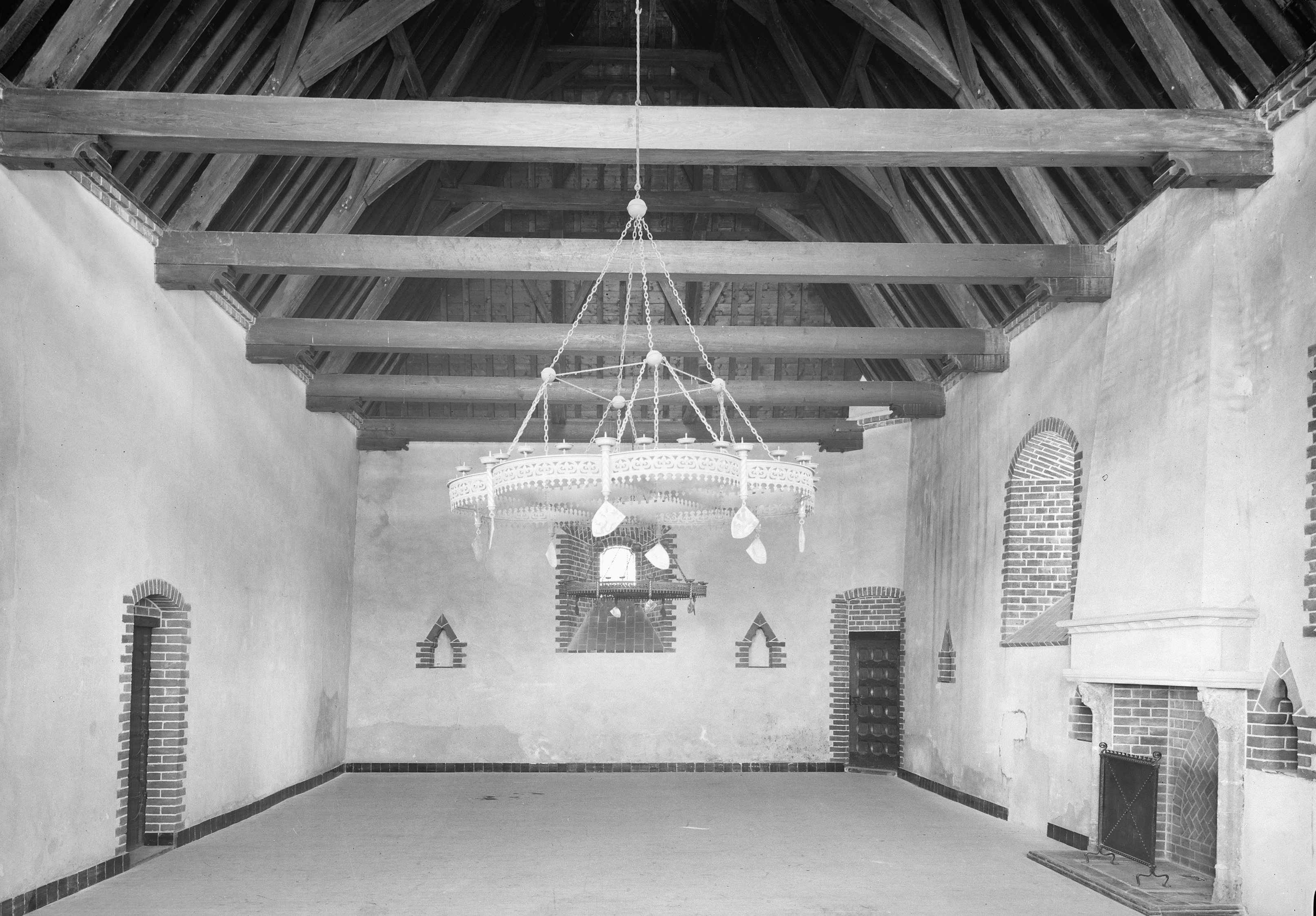
Intérieur : la Salle des Chevaliers.